# Jan Johansson (ingenjör)
Jan Johansson, född 9 juni 1949, är professor i arbetsvetenskap vid Luleå tekniska universitet. 
Jan Johansson är civilingenjör och disputerade 1986 med avhandlingen Teknisk och organisatorisk gestaltning: exemplet LKAB. Han blev docent 1993 och professor 1994. Johansson är prefekt vid Institutionen för arbetsvetenskap och har tidigare varit prodekan vid den tekniska fakulteten.